# Museo Arqueológico de Alanya
El Museo Arqueológico de Alanya (en turco Alanya Arkeoloji Müzesi) es uno de los museos de Turquía. Está ubicado en la ciudad de Alanya, situada en la provincia de Antalya. Este museo se inauguró en 1967 y fue renovado en 2012.

## Colecciones
El museo contiene una colección de objetos etnográficos y arqueológicos de la región. El sector arqueológico se inicia con una exposición de la cronología de las civilizaciones de Anatolia y está organizado temáticamente con secciones dedicadas al mar, a Heracles, al castillo de Alanya, a monedas antiguas, a la religión y mitología, al comercio, al deporte y la salud, al vidrio, a las estatuillas y a las joyas. También se exponen osarios, estelas funerarias, sarcófagos, inscripciones, objetos relacionados específicamente con la producción de aceite de oliva y otras herramientas agrícolas.
El objeto más antiguo encontrado en Alanya es una inscripción en lengua fenicia procedente de la antigua ciudad de Laertes y fechada hacia el 625  a. C. Entre las piezas más destacadas se encuentra la estatua de Heracles del siglo II y un mosaico donde se representa el rapto de Hilas por las ninfas.
El sector etnográfico incluye objetos relacionados con las tradiciones de la región como joyas, vestidos, alfombras, útiles de uso cotidiano, armas y manuscritos.
|                      |
| Inscripción fenicia. |

|                               |
| Uno de los sectores del museo |

|                     |
| Estatua de Heracles |